# Camptoptera andradae
Camptoptera andradae är en stekelart som beskrevs av Soyka 1961. Camptoptera andradae ingår i släktet Camptoptera och familjen dvärgsteklar.
Artens utbredningsområde är Portugal. Inga underarter finns listade.